# Finola Hughes
Finola Hughes, född 29 oktober 1959 i London, är en brittisk skådespelare som medverkat i filmer och TV-serier. Hon gjorde sin filmdebut i filmen Staying Alive 1983.
Hon har medverkat i ett par TV-serier som till exempel i serien Förhäxad, där hon spelar systrarna Halliwells avlidna mor, Patty Halliwell. Hon är bara med i några avsnitt då och då. Hon var även med i såpoperaserier som General Hospital och All My Children där hon spelade Anna Devane, hon spelade också Anna Devanes tvillingsyster Alexandra Devane Marick samt fyra avsnitt i serien How Do I Look?.

## Filmografi
- Staying Alive - 1983
- The Master of Ballantrae - 1984
- General hospital - 1985-1992 , 2006 ,  2007 , 2008 - nutid (som Anna Devane)
- Aspeen Extreme - 1993
- Utom all misstanke - 1995
- Generation X - 1996
- The Crying Child - 1996
- Prison og Secrets - 1997
- Rockin' Good Times - 1999
- All My Children - 1999 - 2001 (som Alexandra Devane Marick )
- Interpid/Deep Water - 2000
- All My Children - 2001 - 2003 (som Anna Devane)